# Bahnhof Rohrbach (Ilm)
Bahnhof Rohrbach vasútállomás Németországban, Bajorország tartományban, Rohrbach településen.

## Vasútvonalak
Az állomást az alábbi vasútvonalak érintik:
- Nürnberg–München nagysebességű vasútvonal
- Rohrbach (Ilm)–Mainburg railway
- Wolnzach–Geisenfeld railway

## Kapcsolódó állomások
A vasútállomáshoz az alábbi állomások vannak a legközelebb: 
- Bahnhof Pfaffenhofen an der Ilm
- Ingolstadt Hauptbahnhof

## Forgalom
Az állomáson csak regionális járatok (RE, RB, BRB) állnak meg, a távolsági járatok (ICE- és IC-vonatok nem.
| Vonatnem | VGN útvonal | Útvonal                                                                                         | Gyakoriság                                     |
| -------- | ----------- | ----------------------------------------------------------------------------------------------- | ---------------------------------------------- |
| RE       | R9          | München-Nürnberg-Express: Nürnberg – Allersberg – Ingolstadt – Rohrbach - Petershause - München | 120 percenként Hétvégén: részben 60 percenként |